# 赛芬-博登
赛芬-博登是奥地利施蒂利亚州哈特贝格县的一个市镇。总面积18.81平方公里，总人口1060人，人口密度56.4人/平方公里（2005年）。